# 지방도 제461호선
지방도 제461호선은 강원특별자치도 화천군 상서면 다목리와 간동면 간척사거리를 잇는 강원특별자치도의 지방도이다.

## 역사
- 2001년 12월 1일 : 파소2교 개축공사로 인해 화천군 화천읍 신읍리 253m 구간 도로구역 변경[1]
- 2003년 2월 15일 : 노선 폐지 및 재지정[2]
- 2017년 12월 13일 : 봉오 ~ 파포(숙고개)간 도로 및 숙고개터널(화천군 상서면 봉오리 ~ 파포리) 1.2km 구간 확장 개통, 기존 1.4km 구간 폐지[3]

## 주요 경유지
- 화천군
  - 상서면 다목리 - 다목초등학교 - 다목2교 - 포사교 - 봉오리 - 삼거리교 - 봉오삼거리 - 율목교 - 파포리 - 상서면사무소 - 파포삼거리 - 파포고개 - 노동삼거리 - 사발교 - 노동리 - 신노교
  - 화천읍 신노교 - 파소2교 - 신읍리 - 용신교 - (회전 교차로) - 상리 - 화천군보건의료원 - 화천대교오거리 - 화천교 - 아리 - 대이리 - 대붕교
  - 간동면 대붕교 - 구만리 - 파로호안보전시관 - 용호리 - 유촌교 - 간동면사무소 - 유촌초등학교, 간동중학교, 간동고등학교 - 유촌리 - 풍울교 - 오음리 - 오음사거리 - 을지교 - 간척리 - 간척교 - 간척사거리

## 중복 구간
- 화천군 상서면 파포삼거리 ~ 노동삼거리 : 국도 제5호선과 중복

## 도로명
- 화천군 상서면 다목리 ~ 파포삼거리 : 다파로
- 화천군 상서면 파포삼거리 ~ 노동삼거리 : 영서로
- 화천군 상서면 노동삼거리 ~ 화천읍 용신교 남단 : 노신로
- 화천군 화천읍 용신교 남단 ~ 화천대교오거리 : 강변로
- 화천군 화천읍 화천대교오거리 ~ 대붕교 서단 : 평화로
- 화천군 화천읍 대붕교 서단 ~ 간동면 오음사거리 : 파로호로
- 화천군 간동면 오음사거리 ~ 간척사거리 : 간척월명로